# Ендокардит
Ендокарди́т (endocarditis; від грец. endon — всередині, kardia — серце, + itis) — запалення внутрішньої оболонки серця — ендокарду.
Здебільшого ендокардит не є самостійним захворюванням, а являє собою синдром при інших захворюваннях.
Самостійне значення має підгострий бактеріальний ендокардит, який зазвичай спричинюють стрептококи.

## Етіологія

### Підгострий бактеріальний ендокардит
Системний інфекційно-запальний процес з імунними порушеннями і переважним ураженням клапанів серця, рідше парієтального ендокарда або протезованих клапанів. Збудниками найчастіше виявляються мікроби — представники «нормальної» флори дихальних шляхів, кишки та шкіри, а також довкілля. Найчастіше це Streptococcus viridans. Він обумовлює до 80 % бактеріологічно підтверджених випадків. Нерідко це захворювання спричинюють золотистий стафілокок і ентерококи, однак вони частіше виявляються при гострому септичному процесі, ніж при підгострому ендокардиті. Рідше серед збудників ендокардиту виділяють кишкову паличку, протей, синьогнійну паличку, інші стрептококи (наприклад, β-гемолітичні), патогенні гриби. Останнім часом у зв'язку зі зміною чутливості мікрофлори і появою нових антибіотиків змінився і спектр можливих збудників (зокрема зменшилася питома вага Streptococcus viridans, частіше стали виявляти грамнегативні бактерії і пеніцилліназопродукуючий стафілокок).

### Вторинні ендокардити
При дифузних хворобах сполучної тканини, ревматизмі ендокардит пов'язаний із запальною реакцією на імунні комплекси, локалізовані в ендокарді і зазвичай поєднується з міокардитом. Ці ендокардити мають хронічний перебіг і відрізняються бідністю клінічних проявів. При локалізації процесу на стулках клапана може сформуватися порок серця. Серед інших вторинних ендокардитів (зустрічаються рідко) виділяють алергічний, фибропластичний з еозинофілією, травматичний (у тому числі післяопераційний), інтоксикаційний, тромбоендокардит.
Вторинні ендокардити виникають при потраплянні в тканину ендокарда бактерій, грибів, рідко — вірусів і найпростіших. Часто розвивається як прояв гострого сепсису (поряд з іншими його симптомами), іноді буває проявом специфічного ураження при туберкульозі, сифілісі, бруцельозі тощо. Гострий септичний ендокардит розглядається як ускладнення загального
сепсису, по етіології, патогенезу і клінічним ознакам така форма захворювання суттєво не відрізняється від підгострої форми, характеризується лише гострішим перебігом.

## Патогенез
Для виникнення захворювання необхідний більш чи менш тривалий період бактеріємії, яка може бути пов'язана як з вогнищем ураження в організмі (тонзиліт, періодонтит, фурункул), так і з різними маніпуляціями, що порушують тканинний бар'єр: хірургічна операція, катетеризація, видалення зуба, бронхоскопія, внутрішньовенне введення лікарських або наркотичних речовин та ін. Процес локалізується головним чином на раніше змінених клапанах, нашаровуючись на вже існуючі вади серця: вроджені, ревматичні, або на раніше протезовані клапани. Локалізація (в порядку спадання частоти) — аортальний, мітральний, тристулкова і легеневий. Ураження двох останніх клапанів більш характерно для ін'єкційних наркоманів.
Основа патологічного процесу хвороби — деструктивно-виразковий ендокардит зі значними тромботичними нашаруваннями, що складаються з фібрину, тромбоцитів, бактерій, і частинок тканини. Це обумовлює такий прояв хвороби як тромбоемболія. Крім того, у розвитку ендокардиту велику роль відіграють імунні (точніше аутоімунні) механізми. У крові часто виявляють антитіла до відповідного збудника у високих титрах і циркулюючі імунні комплекси. З наявністю останніх пов'язують, зокрема, такі ускладнення як гломерулонефрит чи васкуліт.

## Клінічні ознаки
Прояви хвороби складаються із симптомів інфекційного процесу, імунних порушень і ознак ураження клапанів серця. Початок захворювання може бути як виразним, так і відносно поступовим. Порівняно рідко вдається виявити зв'язок ендокардиту з попередньою інфекцією дихальних шляхів, екстракцією зубів, катетеризацією уретри тощо. В анамнезі пацієнтів часто є вказівки на ревматизм. При вираженому початку відзначають гарячку неправильного типу (температура 38,5—39,5°С) з приголомшливим ознобом і рясним потовиділенням, біль в суглобах і м'язах, слабкість, схуднення. Нерідко, особливо при тривалому перебігу, спостерігають своєрідне блідо-сірувате з легкою жовтизною забарвлення шкіри («кава з молоком»). Іноді на шкірі виявляють петехії, рідко інші елементи висипу. Характерно поява на кистях і стопах вузликів Ослера (дрібних вишнево-червоних вузликів), підвищена ламкість судин, дрібні крововиливи в слизові оболонки, особливо в кон'юнктиву. Кінцеві фаланги пальців рук і ніг у багатьох хворих товщають, набувають вигляду барабанних паличок, а нігті — годинних стекол (так званий симптом «барабанних пальців», вельми характерний для тривалого інфекційного ендокардиту).
Часто при пальпації знаходять збільшену селезінку, іноді печінку. У багатьох хворих виявляють ознаки ураження нирок (гематурія, протеїнурія) внаслідок емболій або аутоімунного гломерулонефриту. У крові — циркулюючі імунні комплекси, виражена гіпохромна анемія, лейкоцитоз або лейкопенія, збільшення ШОЕ, іноді — моноцитоз, тромбоцитопенія, зібльшення рівня С-реактивного білка, підвищений рівень α2 — і γ-глобулінів. Іноді виникають інфаркти (селезінки, нирок, міокарда, легень, рідше кишки, речовини мозку — геморагічний інсульт). У деяких випадках картина хвороби стерта.
Ведуча ознака — виражені шуми в серці, пов'язані з утворенням тромботичних накладень. Ознаки серцевої недостатності виявляють пізніше, як правило у міру утворення клапанних вад серця. Частіше формується недостатність аортального клапану, рідше — мітрального. При тривалому перебігу часто виникають васкуліти, різні тромбоемболічні ускладнення, декомпенсація серця.

## Діагностика
Діагноз встановлюють при виникненні ознак ураження клапанного апарату серця, зокрема при поєднанні пороку (частіше аортального) з гаярчкою, збільшенням селезінки, гематурією, шкірними геморагіями, анемією, підвищенням ШОЕ, іноді емболіями. Позитивний
результат посіву крові істотно полегшує діагностику і дозволяє вибрати найкращу стратегію лікування.
Суттєву допомогу надають фонокардіографія і ехокардіографія. При підозрі на інфекційний ендокардит необхідно виключити насамперед ревматизм. Особливо складна діагностика при негативних результатах посіву крові.

## Лікування
Основою терапії підгострого бактеріального ендокардиту є раннє і тривале призначення ефективних етіотропних препаратів — антибіотиків, найнадійніший вибір яких визначає чутливість виділених з крові мікроорганізмів. При негативних результатах виділення з крові мікробів проводять аналіз ситуації, що дозволяє припустити наявність найімовірнішого збудника і тим самим
призанчити відповідний до цього антибіотики.
Здебільшого починають із застосування помірних доз бензилпеніциліну (близько 4 000 000 — 6 000 000 ОД на добу)
внутрішньовенно протягом 4 тижнів. У літніх людей, а також якщо захворювання спричинили ентерококи, призначають високі дози
бензилпеніциліну (12 000 000 — 24 000 000 ОД на добу), часто в поєднанні з гентаміцином (3-5 мг/кг) або амікацином (10-15 мг/кг) на добу внутрішньом'язово. При стафілококовому ендокардиті препаратами вибору є напівсинтетичні пеніциліни (оксацилін, ампіцилін, метицилін, амоксицилін тощо) по 10 г на добу в поєднанні з цефалоспоринами (цефалоридин, цефамізин, цефтриаксон)
або аміноглікозидами. При непереносимості пеніцилінів можна призначати макроліди (), а також аміноглікозиди. Таке ж лікування рекомендовано при виявленні грамнегативних бактерій
(Escherichia, Proteus та ін). Високу ефективність має ванкоміцин, а також фторхінолони. У разі неефективності терапії проводять повторне дослідження крові і призначення інших антибіотиків з урахуванням їх чутливості.
Відсутність позитивної динаміки протягом двох тижнів є показанням до хірургічного лікування — видалення ураженого клапана з наступним протезуванням.
Разом з тим проводять патогенетичне лікування (детоксикація, серцеві глікозиди, тромболітичні засоби). Глюкокортикостероїди не рекомендовано, оскільки вони сприяють пригніченню імунітету (лише при дуже бурхливих алергічних реакціях призначають короткий курс преднізолону).
Найбільш тяжко перебігає грибковий ендокардит — він погано піддається терапії і дає високу летальність. У цих випадках основою лікування є хірургічне висічення клапанів та їх протезування, проведене на тлі лікування протигрибковим антибіотиком амфотерицином В (внутрішньовенно крапельно по 250—1000 ОД на 1 кг маси тіла).

## Прогноз
Прогноз умовно несприятливий, до введення в практику антибіотиків широкого спектра дії в більшості випадків захворювання
закінчувалося смертю, однак і зараз в 30 % випадків настає летальний результат. Смерть може настати від серцевої або ниркової недостатності, тромбоемболій, інтоксикації.
Рецидиви ендокардиту, зазвичай, виникають протягом 4 тижнів після закінчення лікування. Їх розвиток є відображенням неадекватності або недостатньої активності (малі дози) антибіотиків, або (рідше) є показанням до хірургічного лікування.
Рецидиви призводять до важких пошкоджень клапанів та прогресування серцевої недостатності. Поява симптомів ендокардиту пізніше 6 тижнів після закінчення лікування свідчить не про рецидив, а про нове інфікування.

## Профілактика
Профілактика полягає в активному лікуванні хронічних бактеріальних захворювань, своєчасної санації вогнищ, лікування інтеркурентних захворювань у хворих з вадами серця (вродженими, ревматичними та іншими).
Крім того цим хворим необхідно призначати антибіотики тривалої дії при загостреннях тонзиліту, пієлонефриту, ангіни, пневмонії, а також при будь-яких втручань, які можуть супроводжуватися бактеріємією (екстракція зуба, тонзилектомія, аборт, аппендектомія, бронхоскопія, катетеризація уретри тощо). З цією метою застосовують, наприклад, біцилін-3 або біцилін-5 по
1 000 000 ОД одноразово або по 500 000 ОД двічі на тиждень протягом 2 — 4 тижнів (в залежності від показань, виду супутньої патології, хірургічного втручання та реактивності організму). Можливе застосування з профілактичною метою кліндаміцину або еритроміцину.